# Pierreval
Pierreval é uma comuna francesa na região administrativa da Normandia, no departamento Seine-Maritime. Estende-se por uma área de 3,89 km². Em 2010 a comuna tinha 562 habitantes (densidade: 144,5 hab./km²).